# 渣甸街

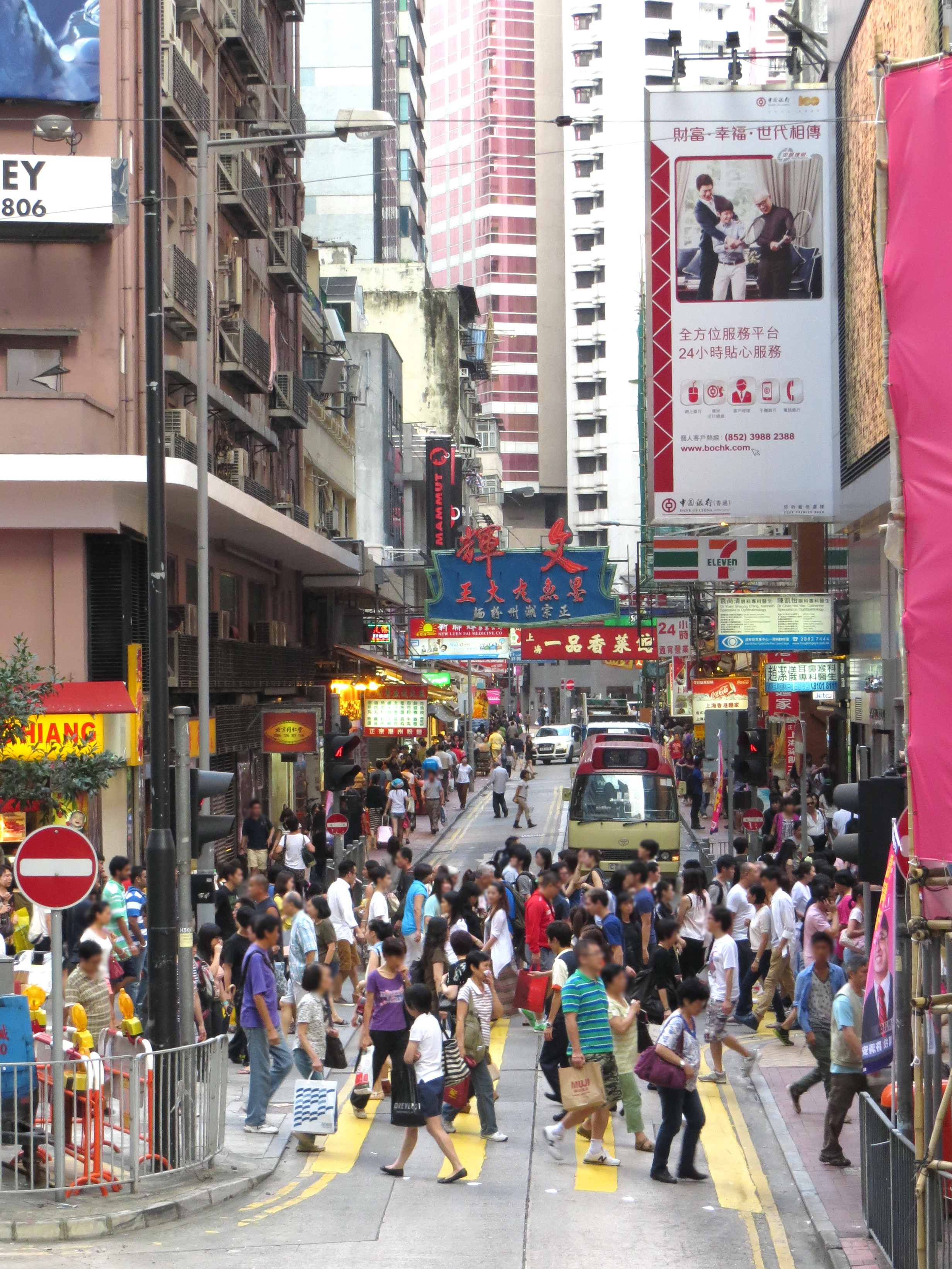
從軒尼詩道望向渣甸街的北端路口

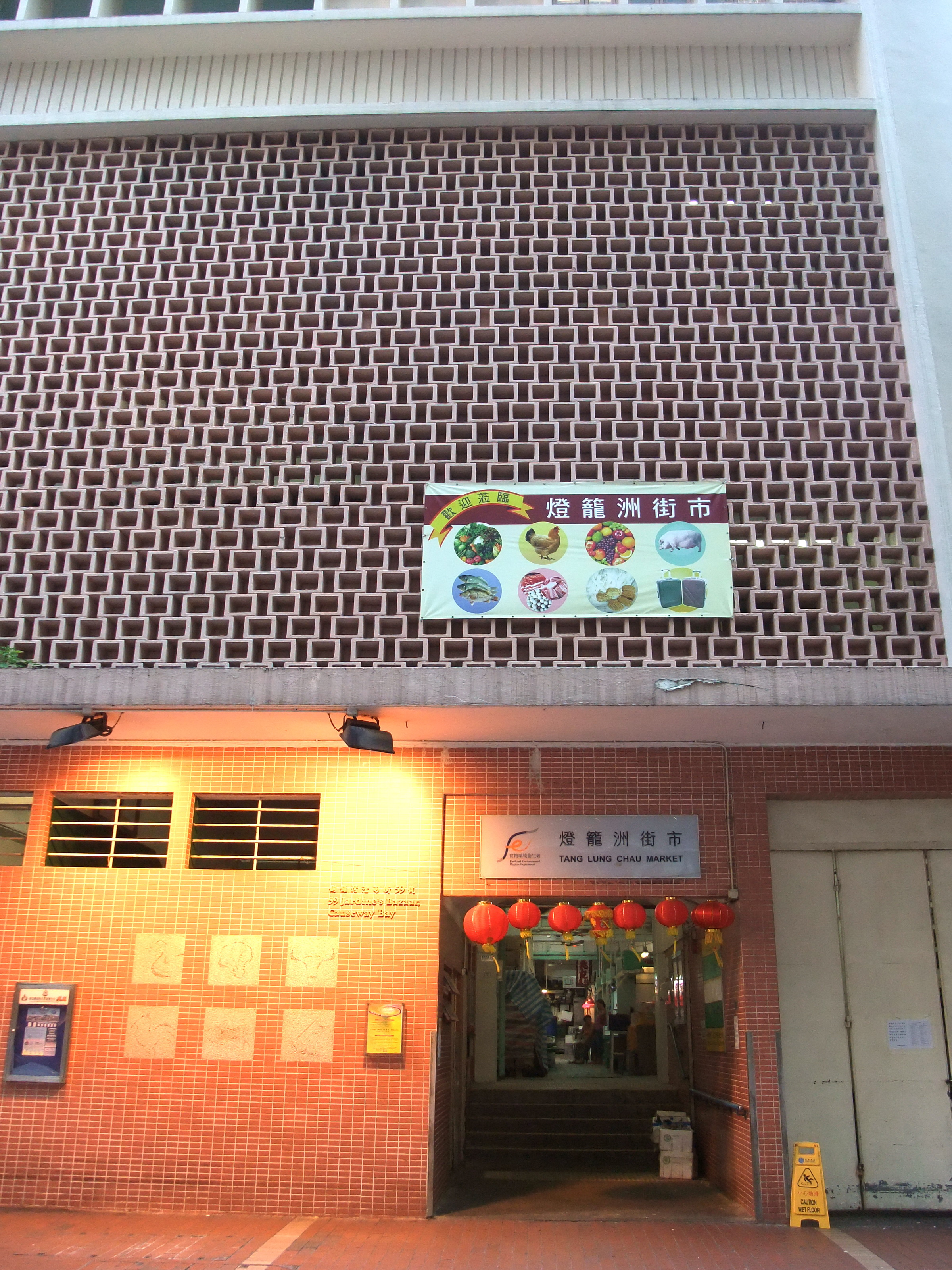
位於渣甸街59號的燈籠洲街市

渣甸街（英語：Jardine's Bazaar），是一條位於香港港島銅鑼灣的街道，設有小巴站。由西向東單向行車。
渣甸街的名稱來源自威廉·渣甸（William Jardine），因20世紀初期怡和洋行（Jardine Matheson）購入鄰近一帶的土地。
渣甸街與軒尼詩道及怡和街的交界連接，亦連接與其平行的渣甸坊；另一端則連接邊寧頓街及伊榮街。渣甸街兩旁有不少食肆，餐廳與商店。